# Huracà Earl (2010)
L'huracà Earl fou la cinquena gran tempesta amb nom propi de la temporada d'huracans de l'Atlàntic de 2010 i la més devastadora a la zona de Nova Anglaterra des de l'huracà Bob de 1991, amb un total de vuit víctimes mortals. Per la força del vent es classifica com a huracà de categoria 4 dins l'escala d'huracans de Saffir-Simpson. Destaca per ser un dels huracans més estudiats de la història, gràcies a l'ús de drones científics.

## Història meteorològica
Earl es va formar com a ona tropical el 22 d'agost de 2010 a les costes africanes i mentre es movia per l'Atlàntic, el Centre Nacional d'Huracans va donar avís que tenia un 90% d'esdevenir com a mínim una tempesta tropical, fer que va confirmar en constatar vents de 65 km/h ja al seu pas per Cap Verd. A causa de les altes temperatures de l'aigua de l'oceà, va anar enfortint-se i el vent va assolir ràfegues de 95 km/h el 29 d'agost a prop de l'Illa de Sant Martí.
El dia 30 va arribar a huracà de categoria 4 amb vents de més de 175 km/h, amb processos de desinflament i enfortiment. Va assolir la seva intensitat màxima el dia 2 de setembre, quan les temperatures més baixes del nord van començar a afeblir-lo a prop del Cap Hatteras. Va tocar terra a Nova Escòcia el dia 4 com a huracà de categoria 1, des d'on es desplaçà cap al Golf de Sant Llorenç, on es va dissoldre el dia 5.

## Conseqüències
Al Carib les fortes pluges van inundar cases i conreus i van deixar sense electricitat milers de persones. Earl va provocar tres terratrèmols menors a diferents illes, danys estructurals i la declaració de zona catastròfica a Puerto Rico. Carreteres i edificis públics van quedar greument afectats, amb pèrdues milionàries.
A les Bahames un home va morir ofegat per les fortes onades prèvies a l'arribada d'Earl, que van colpejar la seva barca. Les platges de la regió van quedar gairebé destruïdes en alguns punts i les carreteres seriosament danyades. Les asseguradores xifren en 100 milions de dòlars els costos de reconstrucció. Dues persones més van morir ofegades pel corrent marí a Virgínia i la resta de víctimes mortals es van produir a Nova Anglaterra.
El museu d'història local d'Atlantic City va ser clausurat de manera indefinida pels greus danys que va patir. Els hotels, en temporada alta, van ser els negocis més afectats als Estats Units, a part de les pèrdues que els talls elèctrics generalitzats van ocasionar als comerços.